# Cuthbert Grant

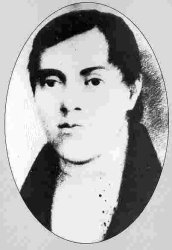
Cuthbert Grant

Cuthbert Grant (* 1793 in Fort de la Rivière Tremblante, im heutigen Saskatchewan, Kanada; † 15. Juli 1854 in St. François Xavier, heute in Manitoba, Kanada) war ein kanadischer Métis-Führer.

## Jugend
Grant wurde 1793 als Sohn eines schottischen Fellhändlers und einer Métis im Handelsposten Fort de la Rivière Tremblante der North West Company (NWC) geboren. Nach dem Tod des Vaters 1799 kümmerte sich der NWC-Agent von Montréal, William McGillivray, um die Ausbildung von Cuthbert und seinem Bruder James. Während der ältere James zur Schulausbildung nach Schottland geschickt wurde, holte McGillivray Cuthbert 1801 zu sich nach Montréal.

## Einstieg bei der North West Company
Vermutlich 1810 begann Grant für die NWC zu arbeiten. 1812 reiste er für sie nach Fort William in Ontario, wurde dort angekommen zum Sekretär von Upper Red River ernannt und reiste weiter nach Fort Espérance (heute Saskatchewan) am Qu’Appelle River. Gleichzeitig brachen erste Konflikte im als Pemmikan-Krieg bekannten Handelskrieg zwischen NWC und Hudson’s Bay Company (HBC) aus. Unter der Leitung von Lord Selkirk wurden im Frühjahr erste schottische Siedler im neu gegründeten Red River Settlement ansässig und Miles Macdonell wurde zum Gouverneur des neu gegründeten Assiniboia ernannt. Dieses Gebiet aber schnitt der NWC die Transportwege zu ihren Jagdgebieten für Versorgungsgüter und Felle ab. Zudem lebten dort die Métis, die der NWC das für die Felljäger elementare Pemmikan verkauften. Nicht zufällig wählte Selkirk die Gegend von The Forks am Zusammenfluss von Assiniboine und Red River für seine Schotten, das auch das Hauptsiedlungsgebiet der Métis war, und die HBC erbaut dort Fort Douglas in unmittelbarer Nachbarschaft zum Fort Gibraltar der NWC.

## Grant im Pemmikan-Krieg

### DiePemmican Proclamation
Nachdem die neuen Siedler zunächst noch nicht zur Selbstversorgung in der Lage waren, erließ Macdonnel 1814 die sogenannte Pemmican Proclamation, die die Ausfuhr von Nahrungsmitteln aus Assiniboia verbot. Für die NWC kam das einer offenen Kriegserklärung gleich, da sie so ihre Felljäger nicht mehr versorgen konnte. Sie sah in den Métis ihre natürlichen Verbündeten, denn viele arbeiteten für sie, manche allerdings auch für die HBC. So ernannte NWC-Vorstand Duncan Cameron Grant zusammen mit drei weiteren Männern zu Captains of the Métis. Grant erwies sich als außerordentlich begabter Führer und nachdem er fast alle Métis auf die Seite der NWC gebracht hatte, gab man ihm 1816 den neuen Titel Captain-General of all the Half-Breeds und machte ihn damit zum militärischen Führer seines Mischvolkes, das sich zum ersten Mal in seiner Geschichte als eigene Nation sah.

### Grant am Red River
Im August 1814 traf Grant zusammen mit Cameron in Fort Gibraltar ein und konnte viele der dort ansässigen schottischen Neusiedler überreden, sich von der NWC mit ihrer Ausrüstung nach Ontario oder Québec bringen zu lassen. 1815 kam es dann zu härteren Auseinandersetzungen und gegenseitigen Geiselnahmen zwischen HBC und NWC. Zuletzt nahm die NWC im Juni 1815 erst Gouverneur Macdonnel wegen illegaler Beschlagnahme von Pemmikan fest, der daraufhin unter Arrest nach Montréal geschickt wurde, und kurz darauf dessen Stellvertreter Fidler. Die NWC hatte die Lage im Griff und Grant kehrte kurz darauf nach Fort Espérance zurück.

### Die Schlacht bei Seven Oaks
Schon im August 1815 kehrten aber 50 Siedler unter der Leitung der HBC an den Red River zurück, und im November traf der neu eingesetzte Gouverneur Robert Semple ein. Im Frühjahr 1816 ritt Grant wieder an den Red River zurück und leitete nach seiner Ernennung zum Captain-General einen Angriffe auf Versorgungsboote der HBC. Mit den gekaperten Booten und 60 Mann auf dem Weg zum Lake Winnipeg versuchten sie das Fort Douglas der HBC auf dem Landweg zu umgehen. Sie wurden aber entdeckt und standen bei Seven Oaks Gouverneur Semple und seinen bewaffneten Leuten gegenüber. Wie die Kämpfe begannen, ist nicht bekannt, es kam aber zuletzt zu einem regelrechten Massaker, in dem Semple, zwanzig seiner Männer und ein Mann Grants das Leben ließen.

### Intervention durch Unterkanada und Anklage
Im Oktober 1816 entsandte die Regierung Unterkanadas Kommissionär William Bacheler Coltman, um den Konflikt am Red River beizulegen. Im August 1817 stellte sich Grant dem Kommissionär und wurde wegen verschiedener Vergehen angeklagt. In einigen Punkten wurde er freigesprochen und auf Kaution für den Rest der Verhandlungen freigelassen, worauf er an den Red River floh. Nachdem ein anderer aber wegen des Mordes an Semple verurteilt worden war, ließ man die restlichen Anklagepunkte gegen Grant fallen.

### Das Ende des Kriegs
Trotz der Intervention kam es bis 1820 noch zu weiteren kriegerischen Auseinandersetzungen zwischen den Unternehmen, und sowohl NWC als auch HBC hatten sich im an den Rand des Ruins getrieben. Schließlich wurden sie vom britischen Kolonialministerium mit der Drohung, ihnen ihre Fellhandelsmonopole zu entziehen, zur Fusion gezwungen. Der Krieg war damit endgültig zu Ende, Grant aber verlor im neuen Unternehmen, das stark von der HBC geprägt war (und auch weiter so hieß), seine Anstellung.

## Farmer und Métis-Führer
Grant ließ sich 1824 auf der White Horse Plain am Assiniboine nieder und betrieb Landwirtschaft. Zusammen mit 100 Métis-Familien gründete er die Ortschaft Grantown. Die HBC, die seinen immer noch großen Einfluss bei seinem Volk sah, machte ihn zum Friedensrichter, Sheriff von Assiniboia und erteilte ihm Handelslizenzen. 1844 konnte Grant noch einen Frieden mit den Sioux in der Auseinandersetzung um Büffeljagdrechte aushandeln, doch er verlor zunehmend an Einfluss und wurde von einer nachwachsenden Generation weniger respektiert. Als 1851 erneute Konflikte mit den Sioux ausbrachen, konnte er nicht mehr vermitteln. 1854 schließlich starb er an den Verletzungen infolge eines Reitunfalls.

## Nachwirkung
Die kanadische Regierung, vertreten durch den für das Historic Sites and Monuments Board of Canada zuständigen Minister, ehrte Grant am 19. Oktober 1972 für sein Wirken und erklärte ihn zu einer „Person von nationaler historischer Bedeutung“.